# Magdalena Mouján
Magdalena Araceli Mouján Otaño  (Pehuajó, 26 de marzo de 1926 – Mar del Plata, 16 de julio de 2005) fue una matemática argentina, una de las primeras personas en trabajar con la computadora Clementina, que escribió además obras de ciencia ficción. 

## Trayectoria
Mouján era hija de María Teresa Otaño Alberdi y Armando Mouján, y nieta del escritor y poeta Pedro Mari Otaño, perteneciente a una estirpe de versolaris. Durante toda su vida, Mouján fue una gran defensora de la cultura vasca. Se licenció en Matemáticas en la Universidad Nacional de La Plata y consiguió el doctorado en 1950 en esta disciplina académica. Como docente, impartió clases de matemáticas y estadística en varias universidades argentinas: Universidad Católica de la Plata, Universidad Nacional de Córdoba, Universidad Nacional del Comahue y Universidad Nacional de Luján.
En 1957 se incorporó al Grupo de Investigación Operativa de la Junta de Investigaciones Científicas y Experimentaciones de las Fuerzas Armadas (JICEFA) dirigido por el matemático Agustín Durañona y Vedia, donde trabajó junto al ingeniero estructural Horacio C. Reggini y al ingeniero civil Isidoro Marín. Este equipo, tras dos años de trabajo, publicó más de veinte trabajos teórico-prácticos. Asesoraron e impartieron cursos y conferencias ayudando a introducir la investigación operativa en Argentina. En la década de los 60 formó parte de la Comisión Nacional de Energía Atómica del Instituto de Físicas de Bariloche, y fue una de las primeras personas en trabajar con la computadora Clementina.
Tras el golpe de Estado del general Juan Carlos Onganía en 1966, Mouján abandonó temporalmente la docencia. A su vuelta continuó con su labor docente colaborando en varias actividades académicas.

## Producción literaria
Sus primeros cuentos los publicó bajo el seudónimo Inge Matquim y, en su mayor parte, se perdieron. En 1968, Mouján publicó el relato de ciencia ficción Gu ta gutarrak, que tiene su origen en un poema de su abuelo Pedro Mari Otaño de 1899. Con él ganó el primer premio del concurso de relatos de la Segunda Convención de Ciencia Ficción de la República Argentina celebrado en Mar del Plata. En 1970, el relato llegó a España a la revista especializada Nueva Dimensión que intentó publicarlo. Fue prohibido por la dictadura franquista argumentando que "atentaba directamente contra la unidad de España". Es considerado el relato argentino de ciencia ficción más reeditado (siete ediciones, sin contar una secuestrada).  